# St. Marys (Virginia Occidental)
St. Marys es una ciudad ubicada en el condado de Pleasants en el estado estadounidense de Virginia Occidental. En el Censo de 2010 tenía una población de 1860 habitantes y una densidad poblacional de 699,95 personas por km².

## Geografía
St. Marys se encuentra ubicada en las coordenadas 39°23′42″N 81°12′10″O / 39.39500, -81.20278. Según la Oficina del Censo de los Estados Unidos, St. Marys tiene una superficie total de 2.66 km², de la cual 2.65 km² corresponden a tierra firme y (0.19%) 0.01 km² es agua.

## Demografía
Según el censo de 2010, había 1860 personas residiendo en St. Marys. La densidad de población era de 699,95 hab./km². De los 1860 habitantes, St. Marys estaba compuesto por el 99.03% blancos, el 0.11% eran afroamericanos, el 0.16% eran amerindios, el 0.22% eran asiáticos, el 0% eran isleños del Pacífico, el 0.05% eran de otras razas y el 0.43% pertenecían a dos o más razas. Del total de la población el 1.34% eran hispanos o latinos de cualquier raza.